# 光岡湧太郎
光岡湧太郎（日语：光岡 湧太郎，1960年5月20日—），日本男演員、旁白、配音員。出身於岡山縣。身高177cm。體重61kg。O型血。

## 人物簡介
劇團青年座第8期出身，以前所屬的經紀公司有劇團青年座、大澤事務所，現隸屬於Herring-bone。

### 特色
擅長讓芝居在任何領域領略發揮它的存在感。即使是旁白也能用敘述的方式讓作品的焦點及早湧現，促使現在的各種類型作品獲得相當高的評價。

## 演出作品

### 演員

#### 電視劇
- 西遊記
- 雪舟
- 幸福2020
- 宛如飛翔（1990年）－兒玉源太郎、長州藩士
- 十時半睡事件帖（日语：十時半睡事件帖 (テレビドラマ)）
- 命の旅路（日语：命の旅路）（1992年）
- 發達之路（1994年）
- Sweet Devil（日语：スウィートデビル）（1998年）
- 夜逃屋本舖（日语：夜逃げ屋本舗）（1999年）－岩丸的部下
- 鬼鄰居（日语：あなたの隣に誰かいる）（2003年）－柏木雅夫
- 風林火山（2007年）－三條西實澄（日语：三条西実枝）
- 阪神·淡路大震災後15年 神戶新聞的7日間 ～於災區生還的記者們的戰鬥～（2010年）－旁白
- 不毛地帶（2010年）－醫師

#### 電影
- 哥吉拉vs太空哥吉拉（1994年）－G Force隊員
- 金融腐蝕列島（日语：金融腐蝕列島） 詛咒（1999年）
- 狗神 INUGAMI（2001年）（日语：狗神 (小説)）
- 突入！淺間山莊事件（日语：突入せよ! あさま山荘事件）（2002年）－菊岡理事官
- Antenna（2004年）（日语：アンテナ (小説)#映画）－警官
- 仰望師恩（2006年）（日语：あおげば尊し (2006年の映画)）

#### 舞台
- 鹿屋之四人

### 配音

#### 電視動畫
1996年
- 機動新世紀鋼彈X（旁白、D.O.M.E.）

2001年
- 逮捕令 SECOND SEASON（本田敏郎[3]）

#### OVA
1991年
- 銀河英雄傳說（葛立斯）

#### 廣播劇CD
- 炎之蜃氣樓 龍神（仰木高耶／上杉景虎，1992年）

### 廣告
- 大發工業「MOVE LATTE」
  - 『篇』（與大貫亞美（PUFFY）、下山葵（日语：下山葵）等人共同出演，2004年9月～）
  - 『？篇』（與大貫亞美（PUFFY）共同出演，2004年12月～）
  - 『篇』（與大貫亞美（PUFFY）、關塚舞子等人共同出演，2005年2月～）
- ANA企業廣告「夢見。ANA]]」（旁白）
  - 『生日蛋糕篇』（2007年12月～）
  - 『憧憬的JAZZ CLUB篇』（2008年3月～）
- NTTdocomo（電台廣告）
- AC JAPAN（日语：ACジャパン） 2011年度支援活動CM「難民希望5」（旁白，2011年7月～）

## 外部連結
- Herring-bone公式官網的聲優簡介（页面存档备份，存于） （日語）